# IFAF África
IFAF África (inglés: IFAF Africa) es el organismo rector del fútbol americano de África y miembro de la Federación Internacional de Fútbol Americano (IFAF).

## Miembros
- Argelia
- Egipto
- Kenia
- Marruecos
- Nigeria